# 기타고카쇼촌
기타고카쇼촌(北五個荘村)은 시가현 간자키군에 설치되었던 촌이다.